# Coupe d'Irlande de football 2014
Navigation
Édition précédente Édition suivante
La Coupe d'Irlande de football 2014 est la 94e édition de la Coupe d'Irlande de football organisée par la Fédération d'Irlande de football. La compétition commence le 29 mars 2014, pour se terminer en novembre. Le vainqueur gagne le droit de participer à la Ligue Europa 2015-2016 et à la Setanta Sports Cup 2015.
La compétition porte le nom de son sponsor principal : FAI Ford Cup

## Déroulement de la compétition

### Nombre d'équipes par divisions et par tour
40 équipes participent à cette édition de la Coupe d'Irlande.
Les 20 équipes participant au championnat d’Irlande, Premier et First Division, sont directement qualifiées pour le deuxième tour.

## Premier tour
| Club               | Score | Club                      | Lieu de la rencontre | Date     |
| ------------------ | ----- | ------------------------- | -------------------- | -------- |
| St Michael's AFC   | 2-1   | St. Francis Football Club |                      | 27 avril |
| Malahide United    | 2-1   | Tolka Rovers              |                      | 25 avril |
| Swilly Rovers      | 1-2   | UCC                       |                      | 27 avril |
| Belgrove/Home Farm | 1-0   | Drumcondra                |                      | 25 avril |
| Leixlip United     | 1-2   | St Patrick's CY           |                      | 25 avril |
| Avondale United    | 4-1   | Carrigaline United        |                      | 26 avril |
| Bluebell United    | 2-3   | Phoenix                   |                      | 27 avril |

Qualifiés d’office pour le tour suivant : Ballynanty Rovers, Cockhill Celtic, Collinstown, Mayfield United, St Mochta's et Sheriff YC.

## Deuxième tour
Les équipes professionnelles rejoignent la compétition
| Club                  | Score | Club                      | Lieu de la rencontre | Date     |
| --------------------- | ----- | ------------------------- | -------------------- | -------- |
| Collinstown FC        | 0-2   | Avondale United           |                      | 1er juin |
| Belgrove/Home Farm FC | 0-1   | Finn Harps                |                      | 6 juin   |
| Mayfield United       | 1-3   | Malahide United           |                      | 1er juin |
| Shelbourne FC         | 1-0   | Waterford United          |                      | 6 juin   |
| Cork City FC          | 6-0   | St Mochtas                |                      | 6 juin   |
| UC Dublin             | 1-3   | Galway FC                 |                      | 6 juin   |
| St Patrick's CYFC     | 0-3   | St. Patrick's Athletic FC |                      | 6 juin   |
| Athlone Town          | 0-2   | Longford Town             |                      | 6 juin   |
| Dundalk FC            | 3-0   | Sligo Rovers              |                      | 6 juin   |
| Drogheda United       | 4-2   | Cockhill Celtic           |                      | 6 juin   |
| Wexford Youths FC     | 1-0   | Bray Wanderers            |                      | 6 juin   |
| Cobh Ramblers FC      | 0-2   | Derry City FC             |                      | 7 juin   |
| Limerick FC           | 1-2   | Bohemian FC               |                      | 7 juin   |
| Sheriff YC            | 0-4   | Shamrock Rovers           |                      | 7 juin   |
| Ballynanty Rovers     | 2-1   | Phoenix FC                |                      | 8 juin   |
| UCC                   | 0-0   | St. Michael's AFC         |                      | 8 juin   |
| St. Michael's AFC     | 4-2   | UCC                       |                      | 15 juin  |

## Troisième tour
| Club                      | Score | Club                      | Lieu de la rencontre | Date          |
| ------------------------- | ----- | ------------------------- | -------------------- | ------------- |
| Wexford Youths FC         | 1-2   | Finn Harps                | Ferrycarrig Park     | 22 août       |
| St. Patrick's Athletic FC | 1-1   | Shelbourne FC             | Richmond Park        | 22 août       |
| Shelbourne FC             | 0-1   | St. Patrick's Athletic FC | Tolka Park           | 1er septembre |
| Dundalk FC                | 2-1   | Galway FC                 | Oriel Park           | 22 août       |
| Cork City FC              | 2-2   | Bohemian FC               | Turners Cross        | 22 août       |
| Bohemian FC               | 1-0   | Cork City FC              | Dalymount Park       | 25 août       |
| Derry City FC             | 3-0   | Malahide United           | Brandywell Stadium   | 22 août       |
| Shamrock Rovers           | 3-0   | Longford Town             | Tallaght Stadium     | 22 août       |
| Ballynanty Rovers         | 0-4   | Drogheda United           | Fairgreen            | 24 août       |
| St. Michael's AFC         | 0-0   | Avondale United           |                      | 24 août       |
| Avondale United           | 2-0   | St. Michael's AFC         |                      | 24 août       |

## Quarts de finale
| Club                      | Score | Club            | Lieu de la rencontre | Date         |
| ------------------------- | ----- | --------------- | -------------------- | ------------ |
| Drogheda United           | 2-2   | Derry City FC   | United Park          | 12 septembre |
| Derry City FC             | 5-0   | Drogheda United | Brandywell Stadium   | 15 septembre |
| St. Patrick's Athletic FC | 3-2   | Bohemian FC     | Richmond Park        | 12 septembre |
| Shamrock Rovers           | 0-0   | Dundalk FC      | Tallaght Stadium     | 12 septembre |
| Dundalk FC                | 1-2   | Shamrock Rovers | Oriel Park           | 15 septembre |
| Avondale United           | 1-1   | Finn Harps      | Avondale Park        | 13 septembre |
| Finn Harps                | 4-1   | Avondale United | Finn Park            | 17 septembre |

## Demi finales
| première demi-finale | St. Patrick's Athletic FC                               | 6-1   | Finn Harps | Richmond Park              |                            |
| 5 octobre 2014 13:45 | Brennan 20e 65e · Hoare 37e · Byrne 44e 78e · Fagan 70e | (3-1) | Mailey 29e | Spectateurs : Derek Tomney | Spectateurs : Derek Tomney |
| 5 octobre 2014 13:45 | Rapport                                                 |       |            | Spectateurs : Derek Tomney | Spectateurs : Derek Tomney |

| Deuxième demi-finale | Shamrock Rovers | 1-1   | Derry City FC | Tallaght Stadium       |                        |
| 5 octobre 2014 13:45 | Kelly 78e       | (0-0) | Patterson 87e | Arbitrage : Neil Doyle | Arbitrage : Neil Doyle |
| 5 octobre 2014 13:45 | Rapport         |       |               | Arbitrage : Neil Doyle | Arbitrage : Neil Doyle |

| Deuxième demi-finale / match à rejouer | Derry City FC             | 2-0   | Shamrock Rovers | Brandywell Stadium |  |
| 7 octobre 2014 13:45                   | Duffy 88e · Patterson 90e | (0-0) |                 |                    |  |
| 7 octobre 2014 13:45                   | Rapport                   |       |                 |                    |  |

## Finale
| Finale                | Derry City Football Club | 0-2   | St. Patrick's Athletic Football Club | Aviva Stadium                                    |                                                  |
| 2 novembre 2014 15:30 |                          | (0-0) | Fagan 51e 93e                        | Spectateurs : 17 038 Arbitrage : Padraigh Sutton | Spectateurs : 17 038 Arbitrage : Padraigh Sutton |
| 2 novembre 2014 15:30 | Rapport                  |       |                                      | Spectateurs : 17 038 Arbitrage : Padraigh Sutton | Spectateurs : 17 038 Arbitrage : Padraigh Sutton |